# Iso-Kukkanen
Iso-Kukkanen är en sjö i Finland. Den ligger i kommunen Nastola i landskapet Päijänne-Tavastland, i den södra delen av landet, 100 km nordost om huvudstaden Helsingfors. Iso-Kukkanen ligger 90,5 meter över havet. Den är 33 meter djup. Arean är 3,67 kvadratkilometer och strandlinjen är 25,35 kilometer lång. Sjön  ingår i Kymmene älvs huvudavrinningsområde.   I omgivningarna runt Iso-Kukkanen växer i huvudsak blandskog.